# Peter Knapp (Fotograf)

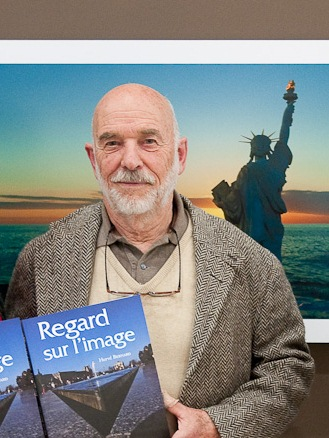
Peter Knapp im Mai 2010

Peter Knapp (* 5. Juni 1931 in Bäretswil) ist ein Schweizer, vor allem in Frankreich wirkender, Künstler. Er ist vor allem als Mode- und Kunstfotograf sowie als Revolutionär des Layouts von Modezeitschriften bekannt.

## Leben und Werk
Peter Knapp absolvierte von 1946 bis 1950 an der Kunstgewerbeschule Zürich eine Ausbildung zum Grafiker. An der Schule lernte er u. a. Jean Widmer kennen. Von 1951 bis 1952 hielt sich Knapp an der „École des Beaux-Arts“ in Paris auf.
Ab 1959 war Peter Knapp als freischaffender Künstler in Paris, Brüssel und New York City tätig. 1953 war er künstlerischer Leiter der Zeitschrift „Nouveau Féminin“, 1955 der „Galeries Lafayette“.
1955 begann er mit dem Fotografieren. Erste Modeaufnahmen machte er 1960. Von 1959 bis 1966 und nochmal von 1974 bis 1977 war Knapp künstlerischer Leiter und Modefotograf der Zeitschrift Elle und war in dieser Funktion eine der stilprägenden Personen im Modebereich dieser Zeit.
Von 1967 bis 1987 arbeitete Peter Knapp als Modefotograf für „Courrèges“. Seit 1987 ist er freischaffender Fotograf tätig. Seit 1984 leitet er die École Supérieure d’Art Graphique E.S.A.G. in Paris.
Peter Knapp veröffentlichte seine Bilder in diversen Zeitschriften, darunter im Stern, der Vogue, der Sunday Times und der Marie Claire. Siebzehnmal wurde er vom Art Directors Club ausgezeichnet.
Neben der Fotografie ist Peter Knapp auch als Maler, Zeichner und Bildhauer tätig. Ausstellungen hatte er in diversen grossen Galerien in Zürich, Paris, Genf, Basel, Zagreb, Lausanne, Bologna, Bochum, Köln (Photokina 1988), Belfort, Dole, Tokyo, Taipeh, Saumur, Saint-Denis de la Réunion, Keynes, Marseille und Chalon-sur-Saône.
2021 wurde er mit dem Schweizer Grand Prix Design ausgezeichnet.

## Kataloge
- SR 701 Paris-Zürich, Arte, Paris 1977
- P.K., Paris 1986
- Ex-Photos, 1990
- Paris 24 cantons, Unicorne, Genf 1991
- Photos d‘elles. Temps de pose: 1950-1990, (Kat.) Editions Camera Obscura, Hermance 1993
- Dix ans d‘enseignement, Ides et Calendes, Neuenburg 1994
- Images réfléchies, 1997
- Carnet de Baal, Musée Léon Dier 1998
- Portraits de femmes réunionnaises, 1998